# A Gold Necklace
A Gold Necklace è un cortometraggio muto del 1910 diretto da Frank Powell e interpretato, tra gli altri, dalle sorelle Lottie e Mary Pickford.

## Produzione
Il film fu girato a Cuddebackville, New York, prodotto dalla Biograph Company.

## Distribuzione
Il film - un cortometraggio di 176 metri - fu distribuito dalla Biograph Company e uscì nelle sale il 6 ottobre 1910, programmato in split reel insieme a un altro cortometraggio, How Hubby Got a Raise.